# Starověké Kartágo
Kartágo, často psáno také Karthágo (latinsky Carthago, punsky 𐤒𐤓𐤕•𐤇𐤃𐤔𐤕, Qart Hadašt, odvozeno z fénického QRT HDŠT znamenající „Nové město“, řecky Καρχηδών; arabsky قرطاج a také قرطاجة), bylo starověké město v Severní Africe u pobřeží Středozemního moře. Nyní leží na území Tuniska. Byla to také svébytná civilizace a říše, která se ve sféře vlivu tohoto města rozvinula. Ačkoliv toto jméno neslo více fénických sídlišť, pouze toto město se stalo známým Kartágem starověkého světa. Spolu s provinciemi a koloniemi bývá nazývána kartaginskou říší nebo kartaginskou republikou podle pozdějšího politického zřízení vedeného sufety (obdobou římských konzulů), do roku 480 př. n. l. bylo Kartágo královstvím. Jde ale jen o historická označení.
Kartágo bylo ve 3. a 2. století př. n. l. velmocí spolu se starověkým Římem, a bylo jeho rivalem v nadvládě nad západním Středomořím. Posléze tato rivalita vedla k sérii válek, známých jako punské války, v nichž Kartágo vždy utrpělo porážku. Tyto prohry vedly k úpadku politické a ekonomické síly Kartága, zvláště kvůli krutým sankcím uvalených Římem, které byly podmínkou pro zastavení války. Třetí punská válka byla poslední ze série těchto válek a skončila úplným zničením města Kartága a anektováním posledních zbytků kartaginského území Římany. Ačkoli svébytná kartaginská civilizace zanikla, její odkaz přispěl k rozvoji pozdějších středomořských kultur. Později Římané na troskách punského města vybudovali obnovené Kartágo, které již bylo městem římským a centrem římské provincie Africa.

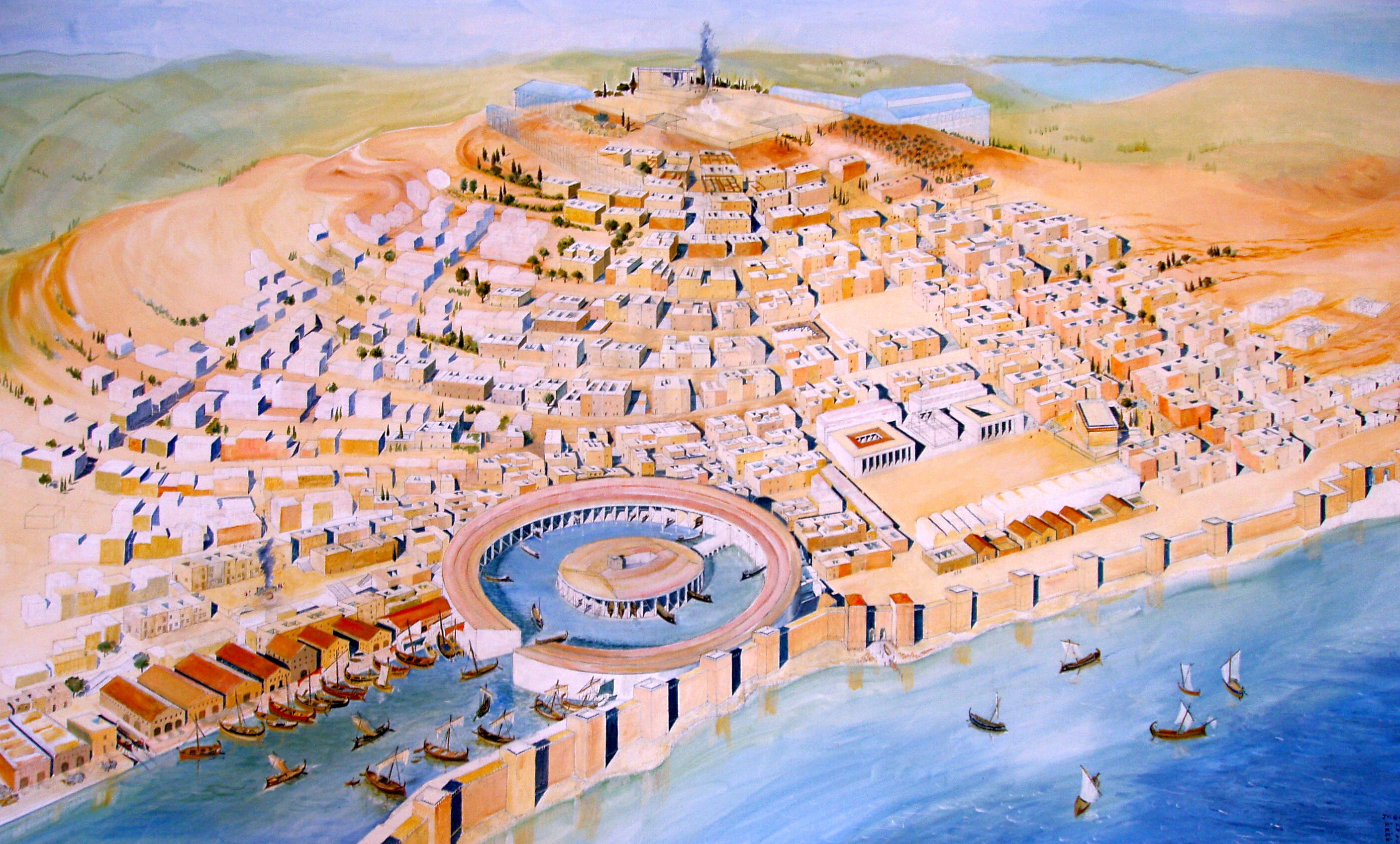
Model města Kartága

Město Kartágo leželo na východ od Tuniského jezera, na druhé straně proti centru moderního města Tunis v Tunisku. Založeno bylo pravděpodobně v roce 814 př. n. l. Féničany jako kolonie jejich města Týr, kterému odvádělo tribut. Postupem času Kartágo vyrostlo ve velkou ekonomickou mocnost ve Středomoří, shromažďující bohatství a vliv díky své ekonomické obratnosti.
Zatímco termín „kartaginský“ je užíván mnoha současnými autory, ve starověkých spisech se často vyskytuje přídavné jméno „punský“ k popisu jevů týkajících se kartaginské civilizace. Latinský termín punicus (dříve poenicus), který je propůjčen z řeckého Φοινίκη, znamená „fénický“.
Od roku 1979 jsou ruiny města Kartága s celkovou rozlohou 602 ha součástí světového kulturního dědictví organizace UNESCO.

## Historie

### Fénická kolonizace

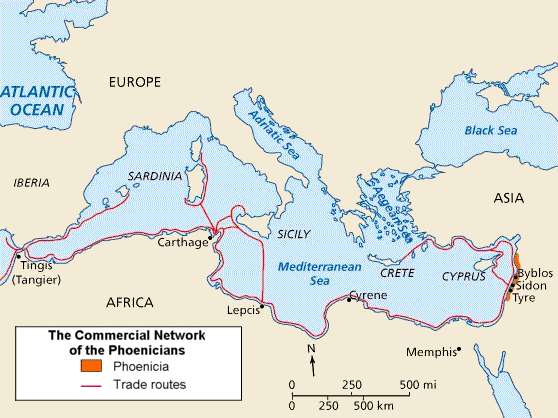
Fénické obchodní trasy

Kartágo bylo jednou z mnoha fénických osad. V 10. století př. n. l. bylo pobřeží Středozemního moře osídleno rozmanitou semitsky mluvící populací. Lidé obývající oblast současného Libanonu nazývali svůj jazyk kanaánštinou, ale Řekové je uvádějí jako Féničany. Féničtina byla velmi podobná starověké hebrejštině do té míry, že hebrejština je často používána jako pomůcka při překladech fénických nápisů.
Fénická města byla vysoce závislá na obchodu a obsahovala mnoho důležitých přístavů. Fénické hlavní město byl Týros, který kolem Středozemního moře založil spoustu obchodních stanic. Kartágo a mnoho dalších osad se později rozvinulo v samostatná města.

### Nejstarší dějiny
Kartágo bylo založeno roku 814 př. n. l. fénickými osadníky z města Týros, kteří s sebou přinesli i městského boha Melqarta. Podle pověsti založila město královna Dídó (nebo Elissa příp. Elissar), která utekla z Tyru poté, co byl její manžel zavražděn během pokusu jejího mladšího bratra o posílení své vlastní moci. Několik mýtů o založení města se dochovalo skrze řeckou a římskou literaturu (viz např. Byrsu).
V roce 509 př. n. l. byla mezi Kartágem a Římem podepsána smlouva udávající rozdělení vlivu a obchodních aktivit. Toto je první známý zdroj oznamující, že Kartágo získalo kontrolu nad Sicílií a Sardinií.
Začátkem 5. století př. n. l. se Kartágo stalo komerčním centrem západního středomoří. Město dobylo většinu starých fénických kolonií, tj. Hadrumentum, Utica a Kerkouane, podrobilo si libyjské kmeny a převzalo kontrolu nad celým pobřežím severní Afriky od současného Maroka až k hranicím Egypta. Jeho vliv se také rozšiřoval ve Středozemním moři; převzalo kontrolu nad Sardinií, Maltou, Baleárskými ostrovy a západní polovinou Sicílie. Důležité kolonie byly také založeny na Pyrenejském poloostrově.

### Rozsah fénického osídlení

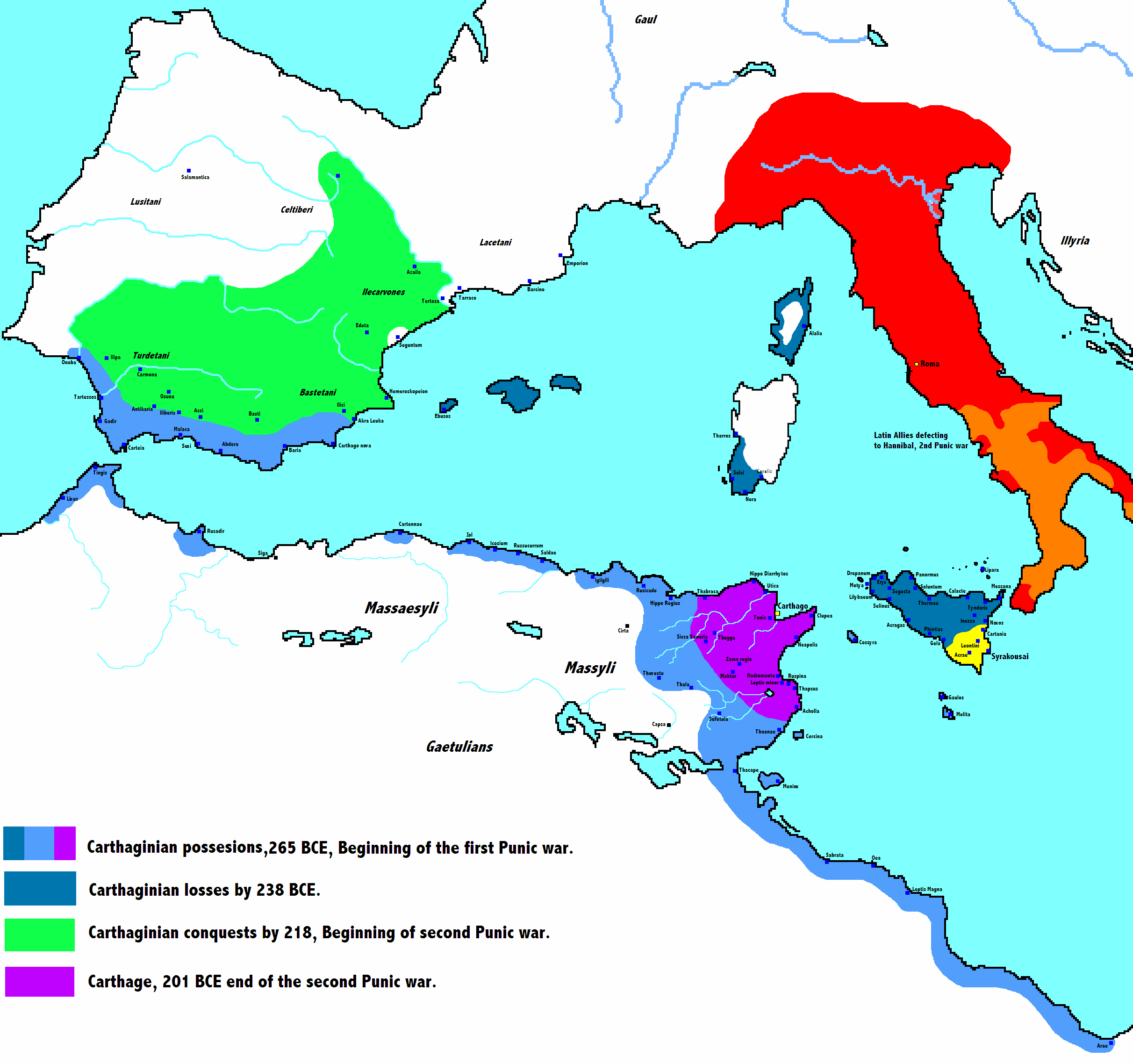
Postupný úpadek Kartaginské říše:
ztraceno ve prospěch Říma (264–241 př. n. l.)
získáno v první punské válce, ztraceno v druhé
ztraceno v druhé punské válce (218–201 př. n. l.)
dobyto Římem ve třetí punské válce (149–146 př. n. l.)

Aby poskytli místo k odpočinku pro obchodní flotily udržující fénický monopol v oblasti přírodních surovin, nebo aby sami vedli obchod, založili Féničané podél břehů Středozemního moře mnoho koloniálních měst. K zakládání svých měst byli povzbuzováni potřebou k oživení obchodu aby mohli zaplatit poplatky vyžadované Tyrem, Sidónem a Byblem následované říšemi, které jim vládly, a ze strachu kompletní řecké kolonizace těch částí Středozemního moře, které jsou vhodné k obchodu. Féničané postrádali dostatek populace a potřebovali v cizině založit soběstačná města. Většina měst měla méně než 1000 obyvatel, ale Kartágo a pár dalších měst se rozrostlo v ohromné metropole.
Zhruba 300 kolonií bylo založeno v Tunisku, Maroku, Alžírsku, Ibérii a v mnohem menším rozsahu také na vyprahlých březích Libye. Féničané kontrolovali Kypr, Sardinii, Korsiku a Baleárské ostrovy a také minoritní oblasti na Krétě a Sicílii. Pozdější osídlení se dostala do ustavičných konfliktů s Řeky. Féničané na omezenou dobu dokázali ovládnout celou Sicílii. Celá oblast později přešla pod vedení a ochranu Kartága, které obratem odeslalo své vlastní kolonisty k založení nových měst nebo k posílení těch, které odmítaly Týros a Sidón.
První kolonie byly vytvořeny na dvou cestách k iberskému minerálnímu bohatství – podél afrického pobřeží a na Sicílii, Sardinii a Baleárských ostrovech. Centrum Fénického světa by Týros, sloužící jako ekonomické a politické jádro. Moc tohoto města ubývala následkem mnoha obléhání a jeho následném zničením Alexandrem Velikým. Role vůdce pak přešla na Sidón, a případně Kartágo. Každá kolonie sice platila poplatky buď Tyru, nebo Sidonu, ale žádný z nich neměl kontrolu nad koloniemi. To se změnilo s nástupem Kartága, jakmile Kartáginci ustanovili své vlastní starosty k vládě nad městy a samo Kartágo si ponechalo mnoho přímé kontroly nad koloniemi. Tato politika vedla nakonec k přeběhnutí iberských měst k Římanům během punských válek.

### Zápas o Sicílii

Mapa středomoří v roce 218 př. n. l.

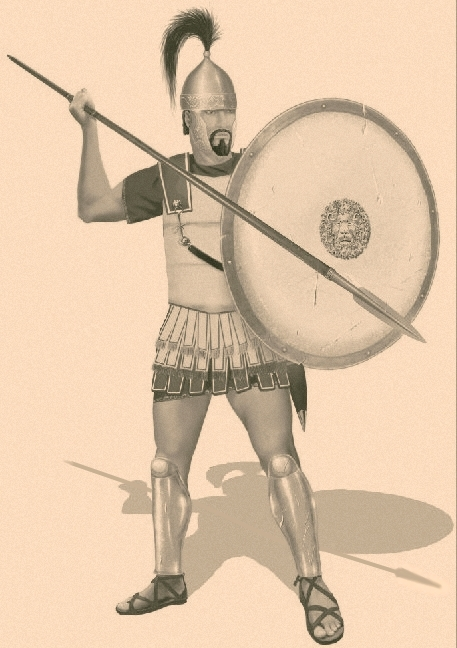
Kartaginský hoplít ze 4. století př. n. l.

Války mezi řeckými městy (zejména Syrákúsami) a Kartágem probíhaly v 5.–3. století př. n. l. Důsledkem bylo rozdělení Sicílie na západní část pod Kartágem a východní řeckou část, kde dominovaly Syrakusy. Toto rozdělení vydrželo až do punských válek.

### Války s Římem a zánik
Mocenský souboj o nadvládu nad západním Středomořím probíhal mezi starověkým Římem a Kartágem ve třech válkách v 3.–2. století př. n. l. První punská válka byla prvním ozbrojeným konfliktem Říma, který probíhal mimo území Itálie. Třetí punská válka skončila úplnou porážkou Kartága a srovnáním města se zemí Římany. Později na troskách punského města Římané Kartágo obnovili, ale již jako římské město.

## Legendy o založení Kartága

### Královna Elissar

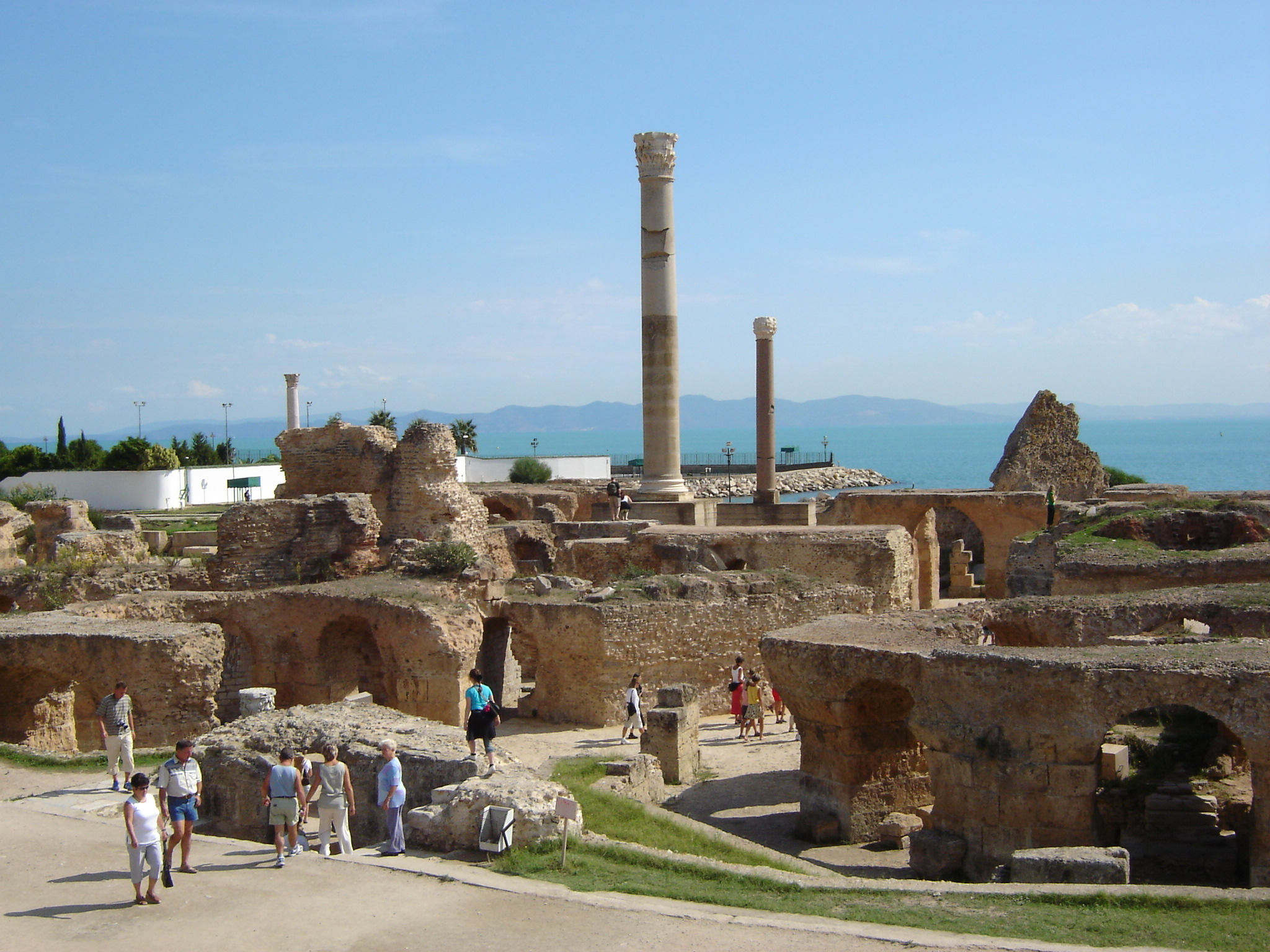
Ruiny Kartága

Královna Elissar (známá také jako „Alissa“, nebo arabským jménem اليسار, nebo اليسا, nebo عليسا) byla princeznou z Tyru, která založila Kartágo. Během jejího vrcholu byla její metropole nazývána „zářící město“, vládnoucí dalším 300 městům kolem západního Středozemního moře a vedoucí fénický punský svět.
Bratr Elissary, král Pygmalion z Týru, zavraždil jejího manžela, vrchního kněze Sychaea. Elissar utekla před tyranií své vlastní země a založila Kartágo a následovně jeho pozdější území. Podrobnosti jejího života jsou útržkovité a matoucí, ale jejich posloupnost může být odvozena z různých zdrojů. Podle Justina byla princezna Elissar dcerou krále Mattena z Tyru (známého také jako Muttoial nebo Belus II). Když zemřel, odkázal trůn jí a jejímu bratrovi, Pygmalionovi. Ona se provdala za svého strýce Acherbase (známého též jako Sychaeus), vrchního kněze boha Melkarta, muže s autoritou a bohatstvím srovnatelným s králem. Pygmalion byl tyran, milovník zlata a intrik, a požadoval autoritu a jmění z kterého se těšil Acherbas. Pygmalion v chrámu Acherbase zavraždil a dlouhou dobu dokázal svůj zločin před svou sestrou skrývat, klamající ji lží o smrti jejího manžela. Ve stejnou dobu volali lidé z Tyru po jednom panovníkovi, což způsobilo rozpory v královské rodině.

### Královna Dido
Podle legendy založila Kartágo v roce 814 př. n. l. fénická princezna Dido. Starověké báje vyprávějí, že její bratr Pygmalión zabil jejího manžela Sychaea a ji sesadil z trůnu. Nešťastná Dido opustila rodný Týros, ležící na východním břehu Středozemního moře, a se svými přáteli vyrazila na západ. Zastavuje se u pobřeží severní Afriky, kde zakládá Nové Město, fénicky Kart Hadašt, latinsky Karthago.
Než ale mohla Dido založit město, musela se ještě dohodnout s numidským králem Jarbasem, který ji dal nabídku: „Užívej pozemek tak velký, jaký pokryje volská kůže.“ Chytrá Dido ale Jarbase přelstí. Kůži rozřezává na tenké proužky, které svazuje dohromady, a obkládá tak jimi velké území, které zahrnuje jak budoucí město, tak přístav i skálu, na níž později vyroste hrad. Na památku této události získává zmíněný hrad, centrum Kartága, jméno Byrsa, což odkazuje ke „stažené kůži“.
Římský básník Vergilius přidává do báje ještě příběh Aenea, uprchlíka z Tróje, jehož loď bouře zahnala přímo do právě založeného Kartága. Princezna se do něj zamiluje a prožijí spolu krátký románek. Aeneas se ale nestane jejím manželem, ani kartaginským králem, jak si ona představuje. Podle bohů má založit Římskou říši. Aeneas tedy tajně vyplouvá na moře k italským břehům. Zoufalá Dido se pak z nešťastné lásky sama upálí na hranici a ještě před smrtí proklíná Aenea a všechny jeho potomky. „Odsud pramení nepřekonatelná nenávist mezi Kartáginci a Římany,“ vysvětluje Vergilius.

## Život v Kartágu

### Jazyk
Kartáginci mluvili punsky, dialektem féničtiny.

### Obchod

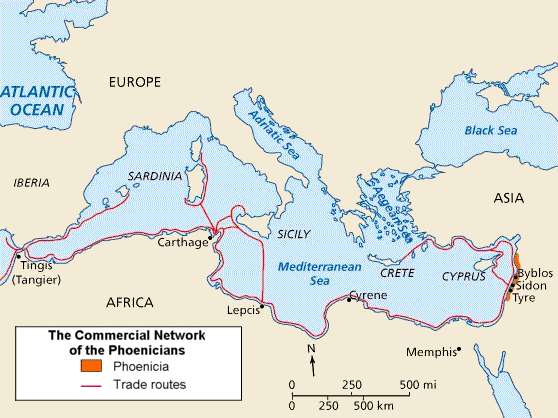
Fénické obchodní trasy (Byblos, Sidon, Týros) a Kartágo

Říše Kartága byla silně závislá na obchodu s Tartéssem a jinými městy na Pyrenejském poloostrově, od kterých získávala obrovské množství stříbra, olova, a mnohem důležitější cínovou rudu, která byla přísadou k výrobě bronzových předmětů. Její obchodní vztahy s Ibery a námořní síla, která zajistila kartaginský monopol v obchodu s Británií bohatou na cín a Kanárskými ostrovy, jí umožnily stát se jediným významným překupníkem cínu a výrobcem bronzu. Udržování tohoto monopolu bylo jedním z hlavních zdrojů kartaginské síly a prosperity a kartaginský obchodník by raději rozbil svou loď o skalnaté břehy Británie, než aby odhalil kterémukoli rivalovi, jak se k nim bezpečně přiblížit. Navíc, když bylo Kartágo jediným významným dodavatelem cínu, jeho pozice v centru Středozemního moře a kontrola nad vodami mezi Sicílií a Tuniskem mu umožňovaly kontrolovat zásobování východních národů tímto kovem. Kartágo bylo také největším středomořským producentem stříbra, těženého v Ibérii a na pobřeží severní Afriky, a po monopolu s cínem bylo stříbro jedním z jeho nejvýdělečnějších podniků. Jeden důl ve Španělsku poskytoval Hannibalovi 300 římských liber (98,235 kg) stříbra denně.
Kartaginská ekonomika vznikla jako rozšíření hospodářského vlivu svého mateřského města, Tyru. Jeho početná obchodní flotila putovala po obchodních trasách zmapovaných Tyrem, a Kartágo po Tyru zdědilo i umění vyrábět velmi hodnotné barvivo – tyrský purpur. Ve starověkém Středomoří to bylo jedno z nejcennějších zboží, mající cenu 15–20násobku jeho váhy ve zlatě. Vysocí římští úředníci si mohli dovolit tógy pouze s úzkým proužkem v této barvě. Kartágo také vyrábělo méně hodnotné karmínové pigmenty z šarlatu.

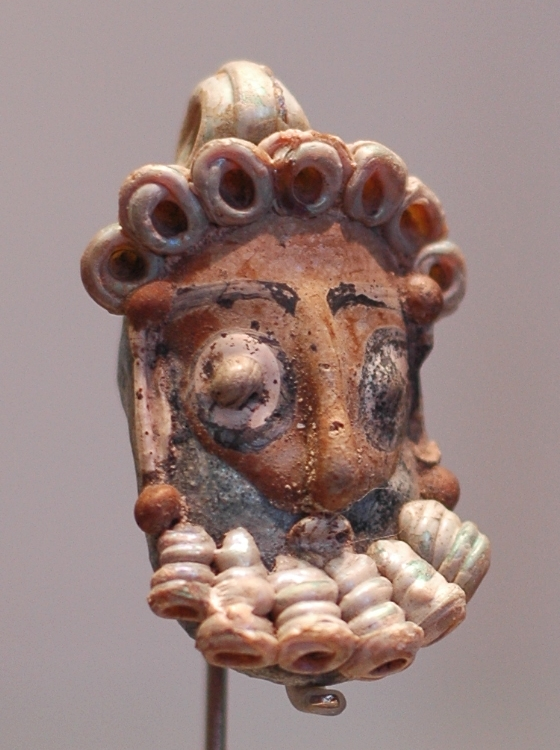
Punský přívěsek v podobě vousaté hlavy z 4.–3. století př. n. l.

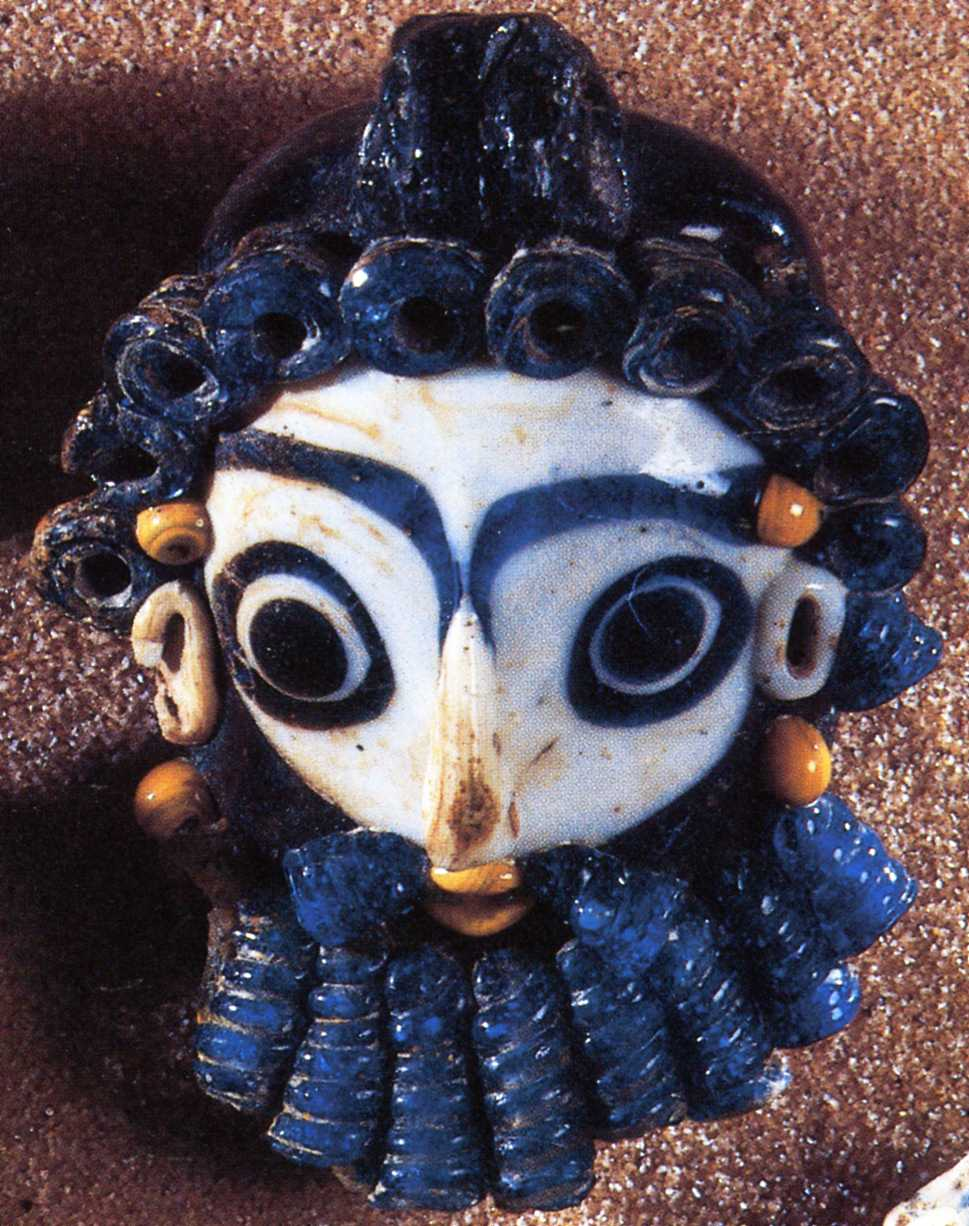
Punský přívěsek v podobě vousaté hlavy

Kartágo vyrábělo jemně vyšívané a barvené textilie z bavlny, lnu, vlny a hedvábí, uměleckou i užitnou keramiku, fajáns, kadidla a parfémy. Jeho řemeslníci pracovali se sklem, dřevem, alabastrem, slonovinou, bronzem, mosazí, olovem, zlatem, stříbrem a drahými kameny, aby vytvářeli široký sortiment zboží, včetně zrcadel, vysoce ceněného nábytku a postelí, ložního prádla a polštářů, šperků, zbraní, nástrojů a kuchyňského nádobí. Přiváželo nasolené ryby z Atlantiku a rybí omáčky a zprostředkovávalo prodej řemeslných, zemědělských a přírodních produktů všem obyvatelům Středomoří.
Vedle průmyslové výroby mělo Kartágo vysoce pokročilé a produktivní zemědělství, používající železné pluhy, zavlažování a střídavé obhospodařování. Mago napsal slavné pojednání o zemědělství, které Římané po dobytí Kartága nařízením přeložili. Po druhé punské válce Hannibal upřednostnil zemědělství, aby pomohl obnovit kartaginskou ekonomiku a aby Římu zaplatil válečné odškodné 800 000 římských liber (261 960 kg) stříbra a z většiny byl úspěšný.
Kartágo pěstovalo víno, které bylo v Římě, Etrurii a Řecku vysoce ceněné. Řím byl hlavním konzumentem rozinek, kartaginské speciality. Bylo pěstováno ovoce, ořechy, obilí, hrozny, datle a olivy a byl vyvážen olivový olej, který konkuroval řeckému. Kartágo také chovalo skvělé koně, podobné dnešním arabským koním, kteří byli značně ceněni a vyváženi.
Kartaginské obchodní lodě, které překonaly dokonce ty z Levanty, navštívily každý důležitý přístav ve Středozemním moři, Británii, na pobřeží Afriky a na Kanárských ostrovech. Tyto lodě byly schopny převážet přes 100 tun zboží. Obchodní flotila Kartága byla velikostí a tonáží srovnatelná s flotilami hlavních evropských mocností z 18. století n. l.
Kupci zpočátku dávali přednost východním přístavům: Egypt, Řecko, Kypr a Malá Asie. Ale poté, co se Kartágo dostalo do konfliktu s řeckými kolonisty kvůli kontrole Sicílie, zavedlo obchod se západním Středomořím, včetně obchodu s Etrusky.
Kartágo také vypravilo karavany do vnitrozemí Afriky a Persie. Směňovali své zboží a zemědělské výrobky s obyvatelstvem na pobřeží i ve vnitrozemí Afriky za sůl, zlato, dřevo, slonovinu, ebenové dřevo, opice, pávy, kůže a usně. Jejich obchodníci vynalezli aukční prodej a užívali jej k výměně s africkými kmeny. V jiných přístavech se snažili založit trvalé velkosklady nebo prodat své zboží na tržištích. Získávali jantar ze Skandinávie a cín z Kanárských ostrovů. Od Keltiberů, Galů a Keltů získávali jantar, cín, stříbro a kožešiny. Sardinie a Korsika pro Kartágo produkovaly zlato a stříbro a Fénické kolonie na ostrovech, jako Malta a Baleáry, produkovaly zboží, které bylo vraceno do Kartága k distribuci ve velkém. Kartágo zásobovalo chudší civilizace jednoduchými věcmi, jako například keramikou, výrobky z kovu a ozdobami, často nahrazujícími místní výrobu, ale jejich nejlepší práce naopak vyváželo k těm bohatším, jako Řekům nebo Etruskům; Kartágo obchodovalo téměř s každým zbožím žádaným ve starověkém světě, včetně koření z Arábie, Afriky a Indie či otroků.
Jeho obchodní lodě se dostaly podél Atlantského pobřeží Afriky až k Senegalu a Nigérii. Jedna zpráva zmiňuje kartaginské obchodní plavidlo prozkoumávající Nigérii, včetně popisu výrazných geografických rysů jako pobřežní vulkán a setkání s gorilami (viz také Hanno Mořeplavec). Nepravidelné obchodní výměny se odehrávaly na západě až na Madeiře a Kanárských ostrovech a na jihu až v jižní Africe. Kartágo také obchodovalo s Indií: cestovali přes Rudé moře a – spíše bájné – země Ofir a Punt (dnešní Somálsko?).
Archeologické nálezy ukazují přítomnost všech druhů výměn, od ohromného množství cínu tolik potřebného pro civilizaci stále používající bronz, až po všechny druhy textilií, keramiky a drobných kovových předmětů. Před a během válek kartaginští kupci byli v každém přístavu ve Středomoří; kupující a prodávající, zakládající skladiště kdekoli to bylo možné, nebo jen smlouvající na otevřených tržištích poté, co vystoupili ze své lodě.
Archeologické vykopávky etruských měst ukázaly, že etruská civilizace byla po několik století zákazníkem i dodavatelem Kartáginců, dlouho před nástupem Říma. Etruské městské státy byly Kartágu občas i vojenskými spojenci.

### Náboženství

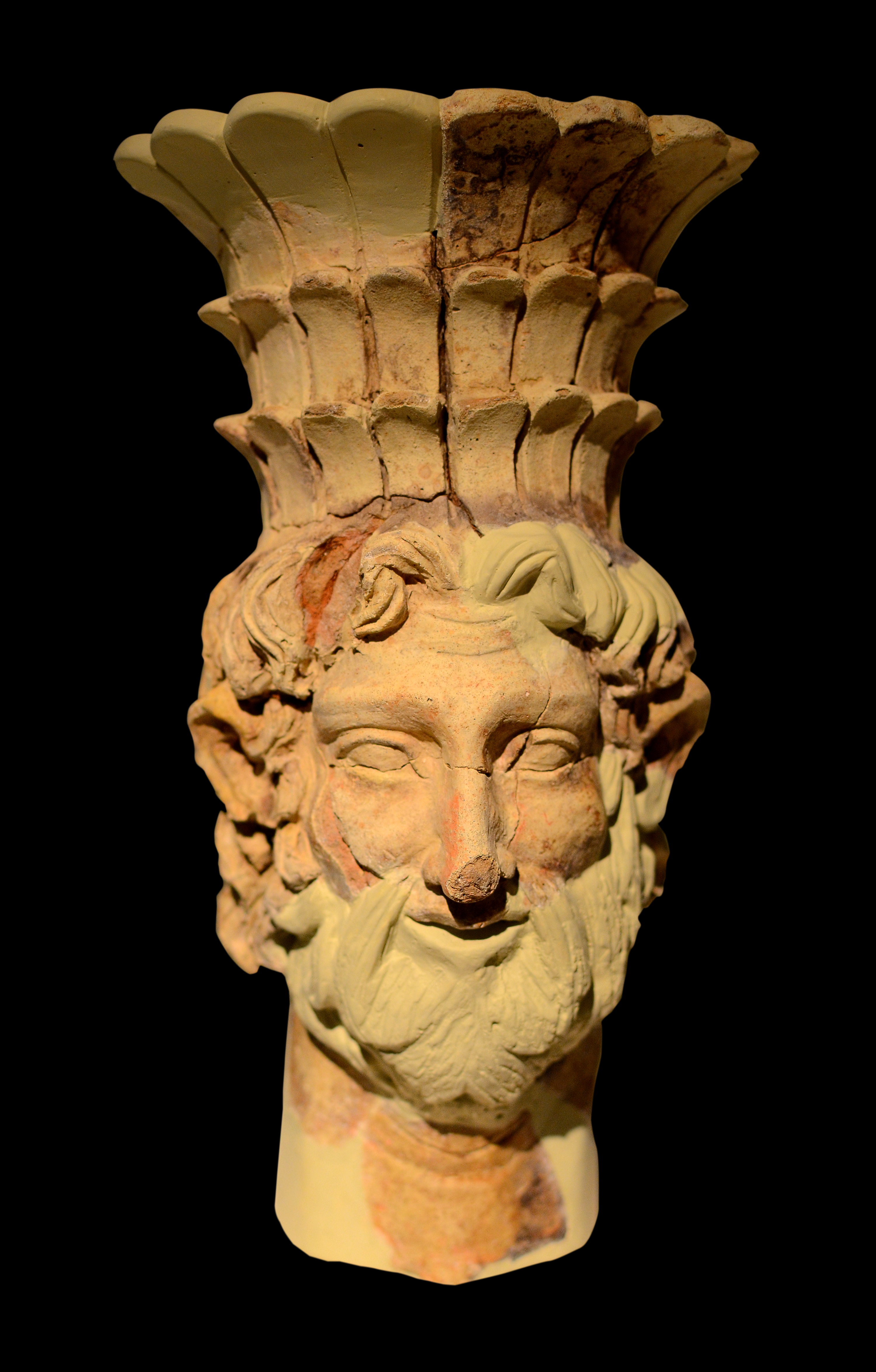
Baal Hammon z terakoty

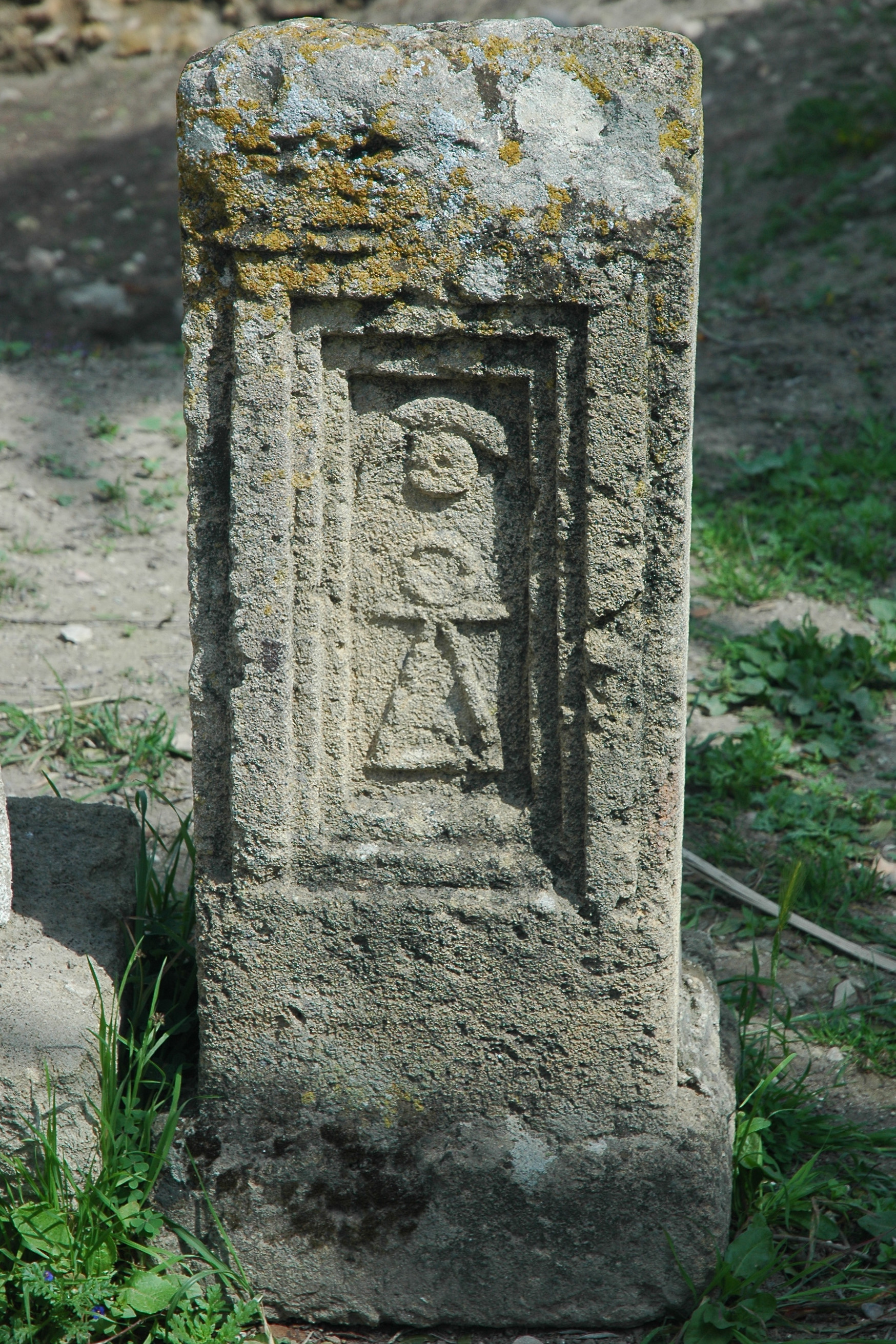
Kamenná stéla se symbolem Tanit

Starověké kartaginské náboženství bylo polyteistické a obětnické, navazovalo na fénickou variaci starého kanaánského náboženství, ovšem s odstupem času se stalo jedinečným. Kartaginská říše se rozšiřovala po západním Středomoří zakládáním nových kolonií a s civilizací se rozšiřovaly také náboženské kulty. Punské náboženství se rozšířilo po celé severní Africe, jižním Španělsku, Sardinii, západní Sicílii a na Maltu, vzhledem k vzdálenosti mezi jednotlivými regiony se původně jednotné náboženství vyvinulo do mnoha jedinečných forem. Po dobytí kartaginských zemí Římem ve 2. a 3. století př. n. l. pokračovaly punské náboženské praktiky v některých lokalitách až do 4. století n. l., byť ovlivněny římským náboženstvím.
O punském náboženství a jeho mytologii se nedochoval dostatek informací. Nedochovala se žádná dobová literatura pojednávající o náboženství, z čehož plyne, že historici jsou nutně odkázáni na složitou rekonstrukci podle archeologických nálezů a nápisů. Je zřejmé, že kult se soustředil kolem velkých svatyní pod širým nebem označovaných jako tofety. Svatyně byly užívány kněžstvem k náboženským obřadům, ale sloužily také věřícím jako nekropole k ukládání uren se zpopelněnými ostatky nemluvňat či zvířat. Mezi badateli probíhá dlouhodobě diskuse, zda na těchto místech někdy docházelo k dětským obětem, jak o nich referují řecko-římské a biblické prameny. K obětem dětí se měli Kartáginci uchylovat pokaždé, kdy je stihla nějaká vážná pohroma, zvlášť k tomu mělo docházet po zdrcujících porážkách v bitvách s Římany. V některých svatyních se provozovala chrámová prostituce jako u východních národů.

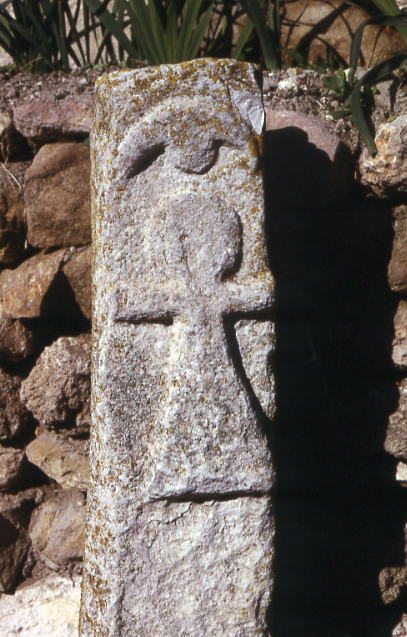
Kamenná stéla se symbolem bohyně Tanit

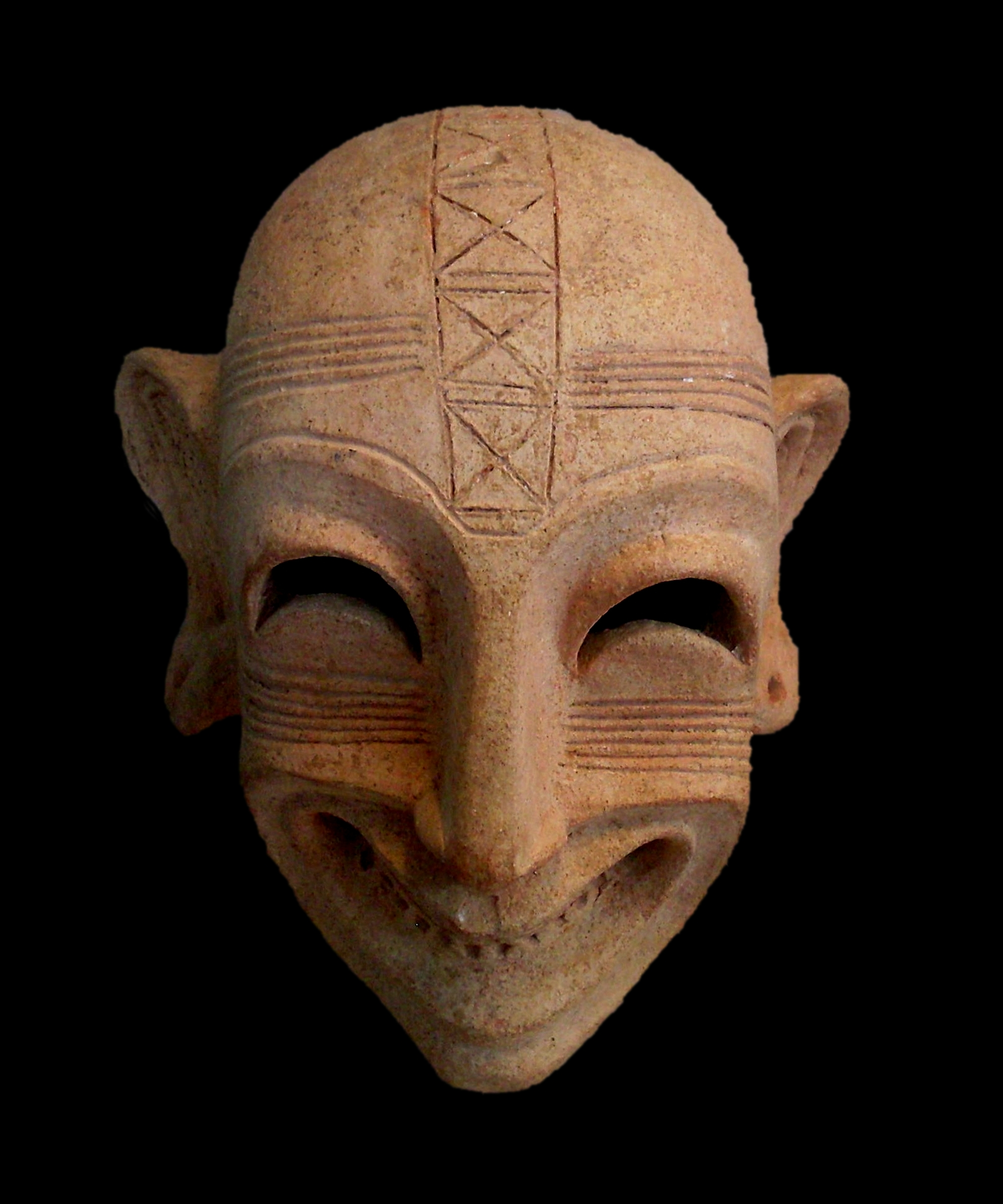
Keramická pohřební maska

Nejvyšším kartaginským bohem byl Baal Hammon, který byl zhruba srovnatelný s řeckým Diem nebo ještě lépe s Kronem a římským Saturnem. Mimořádné úctě se těšila bohyně Tanit, která byla srovnatelná s řeckou Hérou a římskou Junonou, její kult byl tak významný, že dokonce zastiňoval Baal Hammonův a její jméno bylo často uváděno před jeho. Oba byli nejvyššími bohy Kartága a tvořily spolu božský pár. Silný kult měl také Melkart, který byl ztotožňován s řeckým Héraklem (latinsky Herkulem). Praxe interpretatio graeca tak, jak ji učinil historik Polybios, když přiřkl jednotlivým kartaginským bohům jména příbuzných řeckých bohů, bývala běžná a spočívá ve ztotožňování neznámých cizích bohů se známými bohy řecké mytologie za účelem vystihnutí pravé podstaty. U punských kultů je také na místě vědecké srovnávání s příbuznými bohy fénickými a ugaritskými, neboť Kartáginci si své kulty sebou přinesly ze své domovské Fénicie, resp. města Tyru, nicméně se časem rozvinuly v samostatný panteon. V Kartágu stály velké chrámy bohů Baal Hammona, Ešmuna a Melkarta. Některé další kulty převzali Kartáginci od Řeků a Egypťanů, konkrétně řeckou Persefonu a Démétér, z egyptských bohů Isidu, Osirida, Rea, Bastet a Bese. Řecké kulty Persefony a Démétér měli Kartáginci převzít v roce 396 př. n. l. jako odčinění za znesvěcení svatyň těchto bohyň v Syrakusách, neboť krátce po této události postihl Kartágince zhoubný mor, což považovali za boží trest seslaný rozhněvanými bohyněmi. O vlivu a oblíbenosti některých kultů svědčí skutečnost, že v době romanizace severoafrických provincií, při níž docházelo ke slučování místních náboženských kultů s římskými, pokračovala úcta k místním bohům, kteří však nyní měli jména a podobu bohů římských – Saturnovi, Junoně Caelestis, Herkulovi a Asclepiovi.
Kartaginská božstva s možnými řeckými a římskými protějšky nebo vysvětlivkami (pokud se nenalezlo vhodného protějšku) v závorkách:
- Baal Hammon (Kronos-Saturn nebo Zeus)
- Tanit (Héra-Juno)
- Ešmun (Apollón nebo Asklépios)
- Melkart (Héraklés)
- Aštarté (Afrodíté-Venuše)
- Gad (daimón Kartáginců)
- Rešef (Apollón nebo Arés)
- Baal Šámem (Arés)
- Baal Safon (Poseidón)
- Kušor (Triton)
- Sardus (mytický hrdina, syn Hérakla na Sardinii)

bohové:
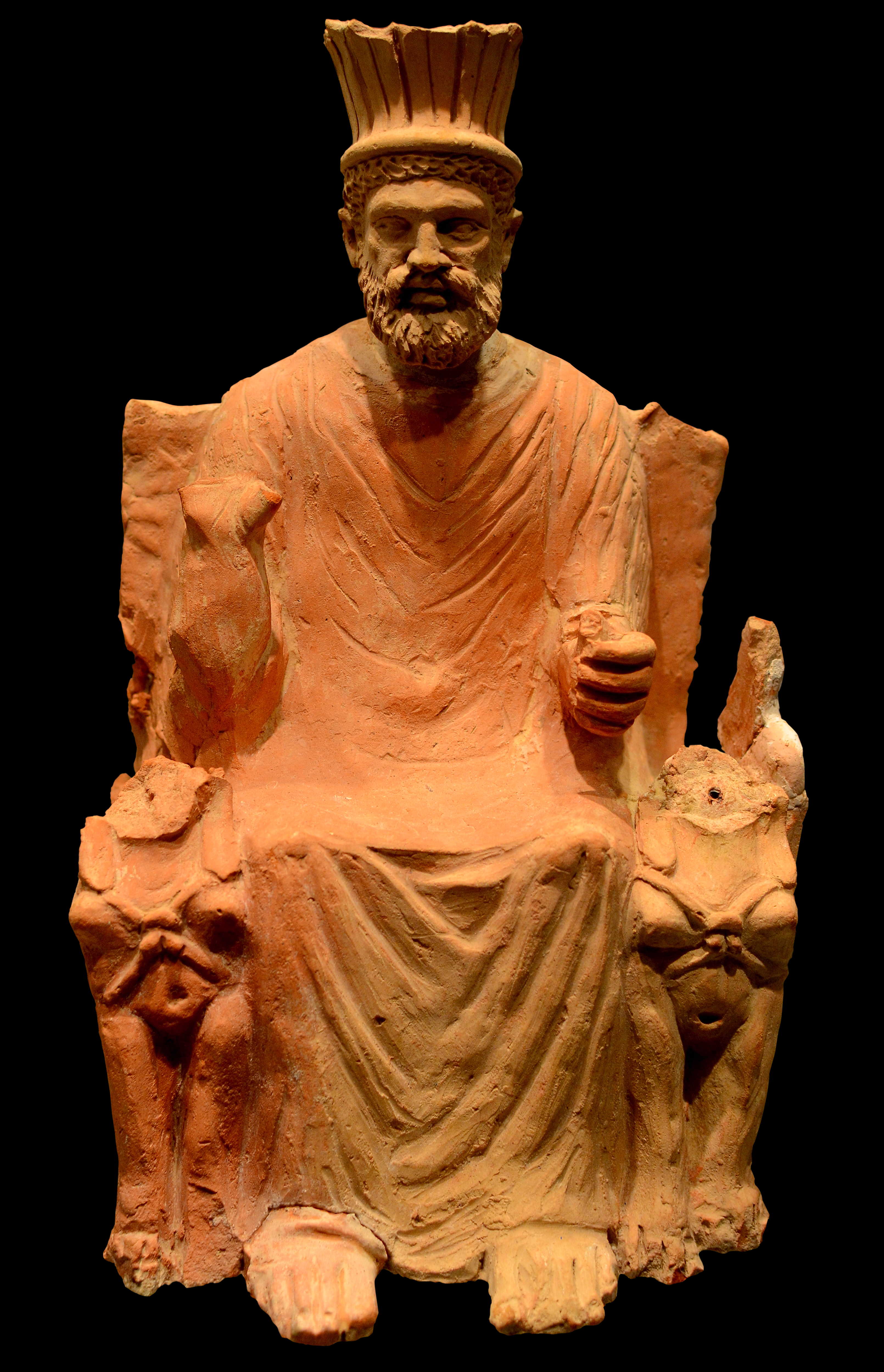
Baal Hammon
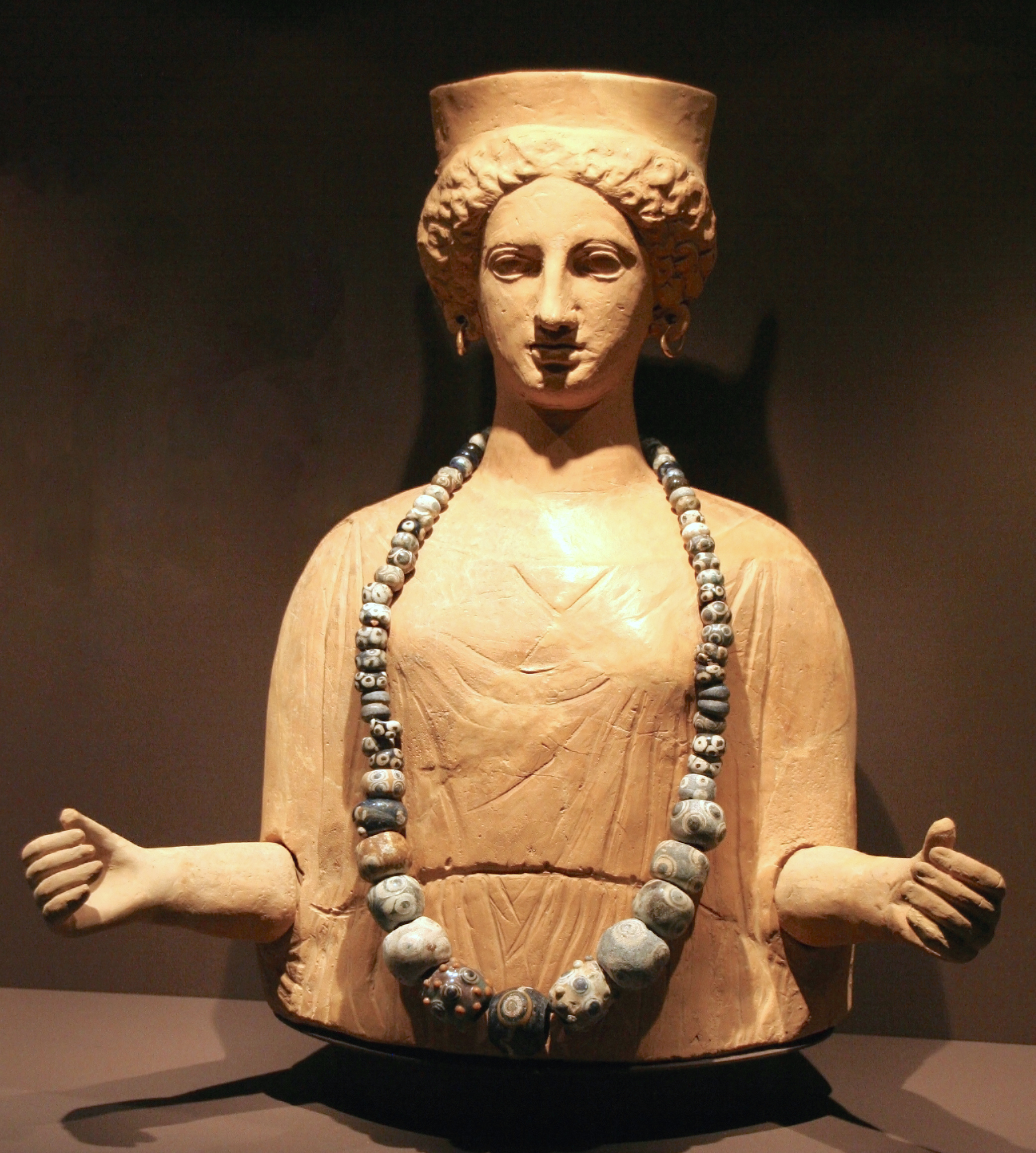
Tanit z ostrova Ibiza
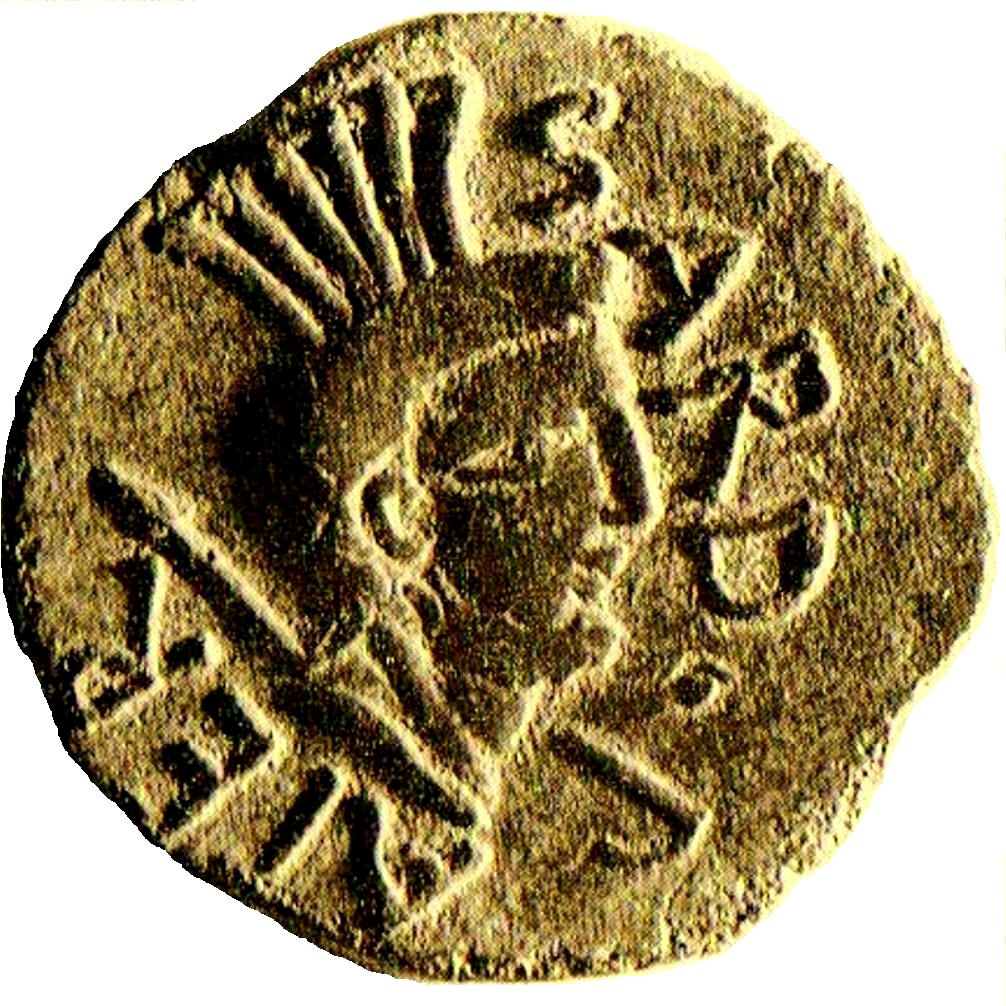
Sardus, lokální punské božsko ze Sardinie

#### Obětní praxe
Oběti se vykonávaly k usmíření bohů. Užívala se obětní zvířata, pokrmy a rituální předměty a výzkumy ukazují i k dětským obětem.

#### Pohřební rituály
Pohřební rituály byly ovlivněny starověkými Féničany. Pohřbívalo se mimo obydlená místa a samotná pohřebiště byla v terénu obvykle oddělena (náspem, příkopem aj.). Papyrus nalezený v hrobce v Tal-Virtu na Maltě naznačuje víru, že mrtví museli překonat vodní plochu, aby zdárně vstoupili do posmrtného života. Hrobky mohly mít podobu fossae (půdorysně čtvercového prostoru vykopaného do země nebo vytesaného skalního podloží), pozzi (mělké, půdorysně kruhové jámy) a hypogea (komory vytesané do skály s kamennými lavicemi, na které byl zesnulý položen). Hrobky byly často završeny malými pohřebními stélami a baetyly (posvátnými kameny se zpodobněním chrámu).
Obvyklý byl jak pohřeb do země, tak kremace. Postupem vývoje se zdá, že kremace se omezila převážně na pohřby dětí. 
Po samotném pohřbu následovala pohřební hostina, a to nezřídka přímo na hřbitově. 
V hrobkách z 8. až 3. stol. se nachází množství rituálních předmětů, které měly pomoci zesnulému na onom světě - masky, amulety, terakotové figurky, drobné hudební nástroje aj.

### Armáda: oddíly občanů, aristokratů a spojenců
Vzhledem k nižšímu počtu obyvatel města Kartága a jeho mizivému zájmu o službu ve vojsku, byla většina kartaginských jednotek tvořena odvedenci afrických spojenců nebo cizími žoldnéři. Rodilý Kartaginci působili ve vojsku zejména jako důstojníci, kteří byli vybíráni na základě aristokratického původu a v praxi se potýkali s nedostatkem zkušeností, tak s jazykovou bariérou, když měli velet jednotkám cizinců. Předpokládá se, že Kartágo mohlo disponovat pravidelnou občanskou armádou jako Athény, Řím či Sparta, ale ta byla příliš malá nebo zanikla a byla nahrazena oddíly spojenců.
| Model | Popis | Model | Popis |
| ----- | --- | ----- | --- |
|       | Afričtí spojenci pocházeli ze spřízněných fénických měst, případně ze Sicílie nebo ostatních kolonií Kartága. Libyjo-féničané z měst byli stejného nebo smíšeného původu jako Kartaginci a cvičili se v osvědčeném řeckém stylu falangy. Vedle toho Libyjci byli prostí odvedenci z venkova a bojovali jako řadová pěchota s kopími. |       | Vedle důstojníků tvořili bohatí aristokraté také prestižní útvar elitních pěšáků označovanou již antickými historiky jako Svatý oddíl, který byl cvičen v tradičním antickém umění boje ve formě falangy, k němuž zřejmě náleželo i jezdectvo. Pouze aristokraté byli dost bohatí na to, aby si pořídili nejlepší zbroj. |
|       | Urození Kartaginci tvořili v omezeném počtu elitní jízdu armády, která mohla být součástí útvaru punské aristokracie známého jako Svatý oddíl či jiného. |       | Kartaginci ještě působili v námořnictvu, nejen jako personál na válečných lodích, ale také jako námořní pěchota. Kartaginci také používali válečné vozy, známé z jiných armád starověku. |

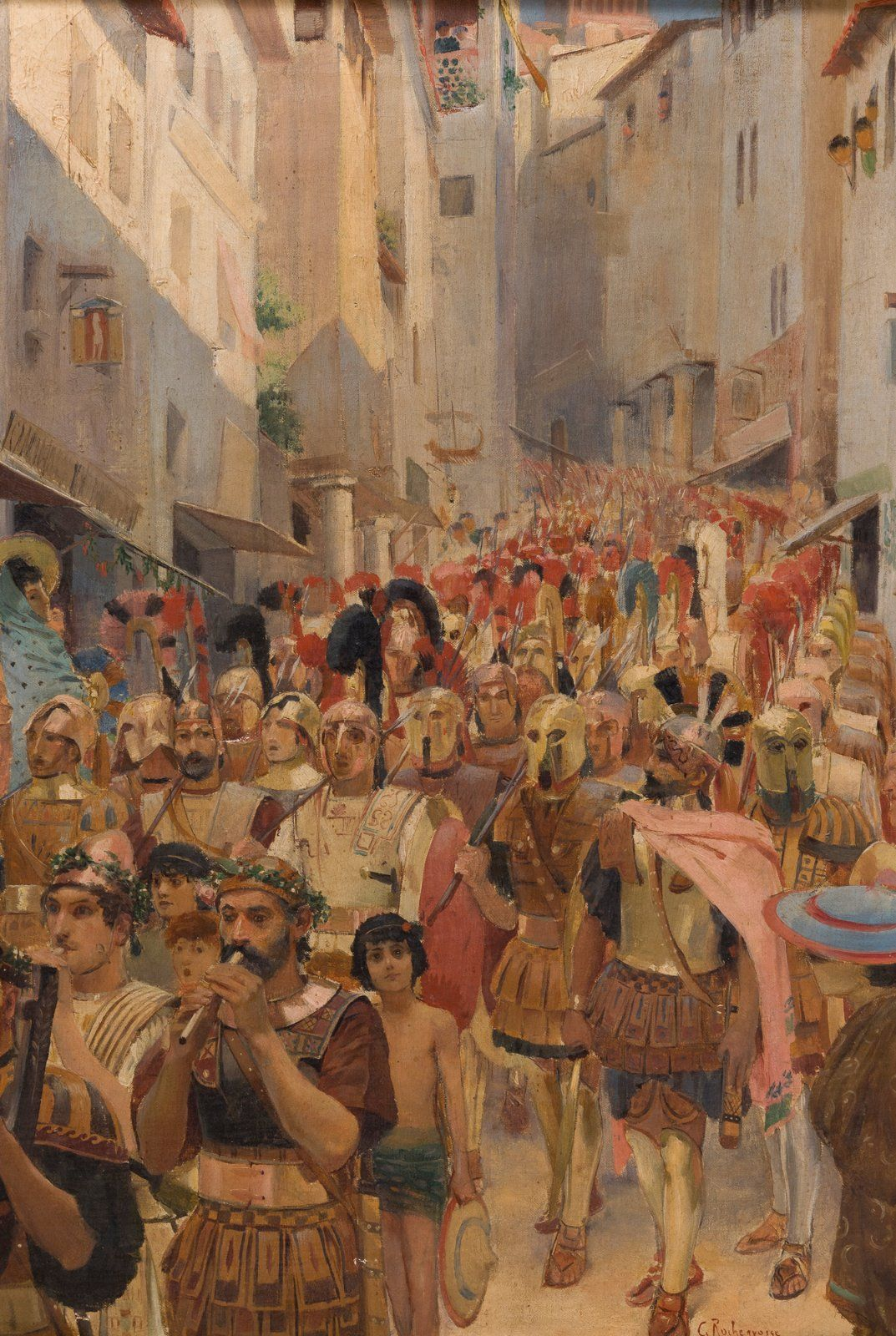
Občanští vojáci na vojenské přehlídce v Kartágu, G. Rochegrosse

Vedle důstojníků a jezdců to byly jediné vojenské útvary tvořené občany–pravými obyvateli Kartága o velikosti jen několik tisíc mužů. Kartaginští aristokraté a důstojníci sice tvořili jen malou část, za to byli nejlépe vyzbrojenými jednotkami dle tradičního řecko-makedonského vzoru a bojovali jako obrnění hoplíti ve falanze. Vojenské reformy dle makedonského vzoru Filipa II. provedl vojevůdce Sparťan Xanthippos. Původní Svatý oddíl dosahoval v punsko-syrakuské válce nanejvýš 3000 mužů, nicméně celková početní síla kartaginské armády byla několikanásobně vyšší. Celý tento oddíl byl zničen již ve válce se syrakuským tyranem Agathoklem na Sicílii aniž by mohl poměřit síly s Římany, přesto se znovu objevovaly během punských válek další podobné nebo obnovené útvary pokračující v tradici.

### Pomocné oddíly a žoldnéři
Ne zcela všichni žoldnéři ve službách Kartága byli zkušenými profesionály, část z nich jistě ano, ale spíše to byli odvedenci poddaných národů srovnatelní s pozdějšími pomocnými sbory (auxiliemi) Římanů, případně to byli Kartaginci z kolonií. Kartágo dokázalo využít různých způsobu boje a sestavit z nich rozmanité vojsko.

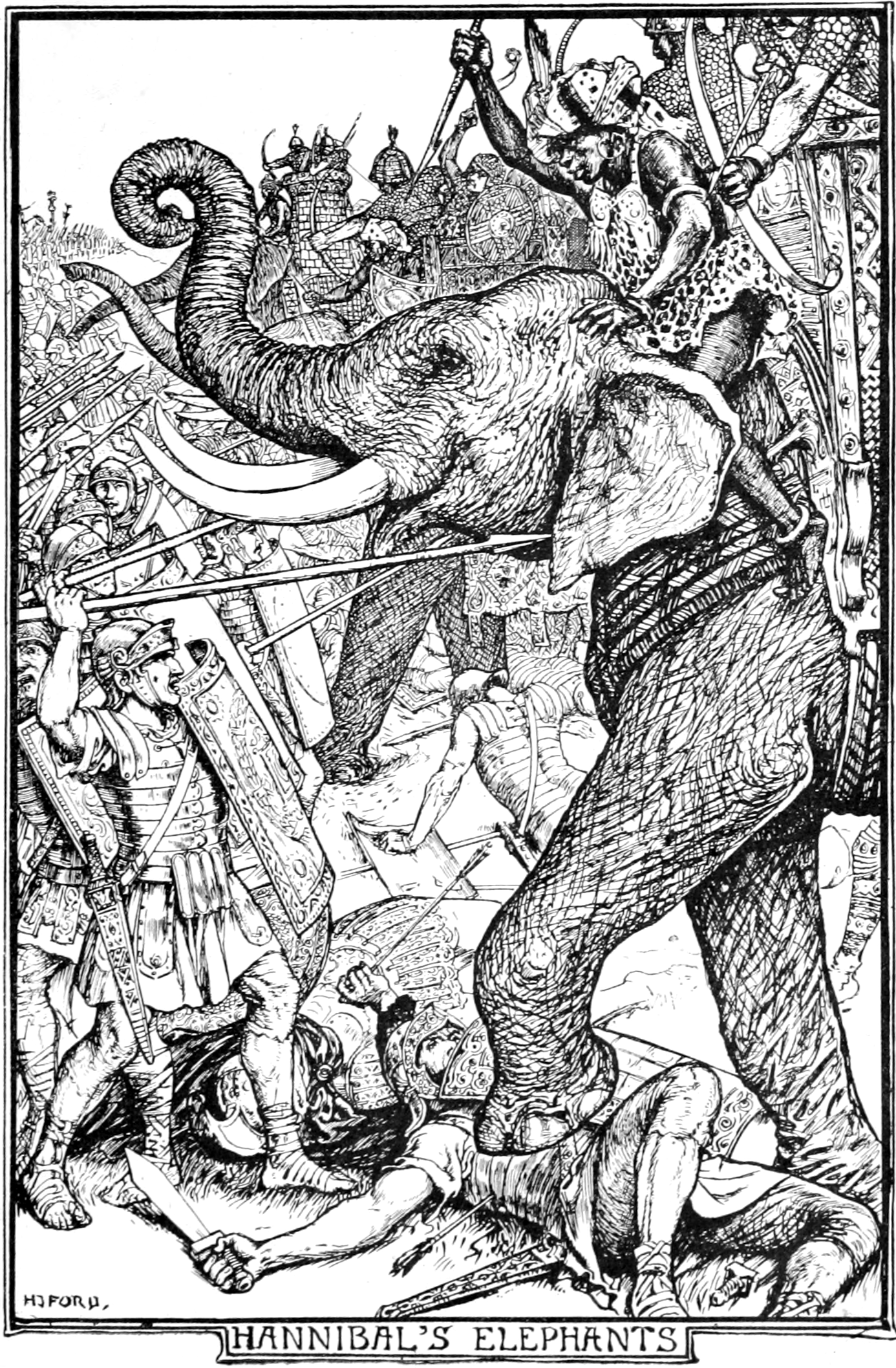
Obávanou zbraní Kartaginců byli váleční sloni

| model | popis | model | popis |
| ----- | --- | ----- | --- |
|       | Numidští jezdci představovali pro své dovednosti boje ze sedla velký přínos v armádách Kartága, bojovali jako lehká jízda schopná rychlých výpadů a manévrů, navíc mohli útočit na nepřítele z dálky svými oštěpy. |       | Keltiberští žoldnéři pocházeli z Pyrenejského poloostrova a bojovali nejen jako pěšáci, ale také jako vynikající jízda. Vedle běžných kopí byli vyzbrojeni obávanými zahnutými meči zvanými falcata. Byli součástí Hannibalova tažení do Itálie. |
|       | Galové a Ligurové bojovali jako pěšáci a jezdci, jejich počet vzrůstal během Hannibalova tažení a stali se v jeho vojsku nejpočetnějšími.                                                                          |       | Odvedenci z řad Libyjců, Numiďanů a Keltiberů mohli bojovat také jako lehcí pěšáci s oštěpy a plnit tedy obdobnou funkci jako římští velites. |
|       | Ostrované z Baleár vyzbrojení praky patřili k nejlepším střelcům z praku v celém Středomoří. |       | Řekové i Italové (Samnité, Lukánové, Etruskové a další) bojovali v řeckém stylu hoplítů a falangy. |

### Historické rekonstrukce

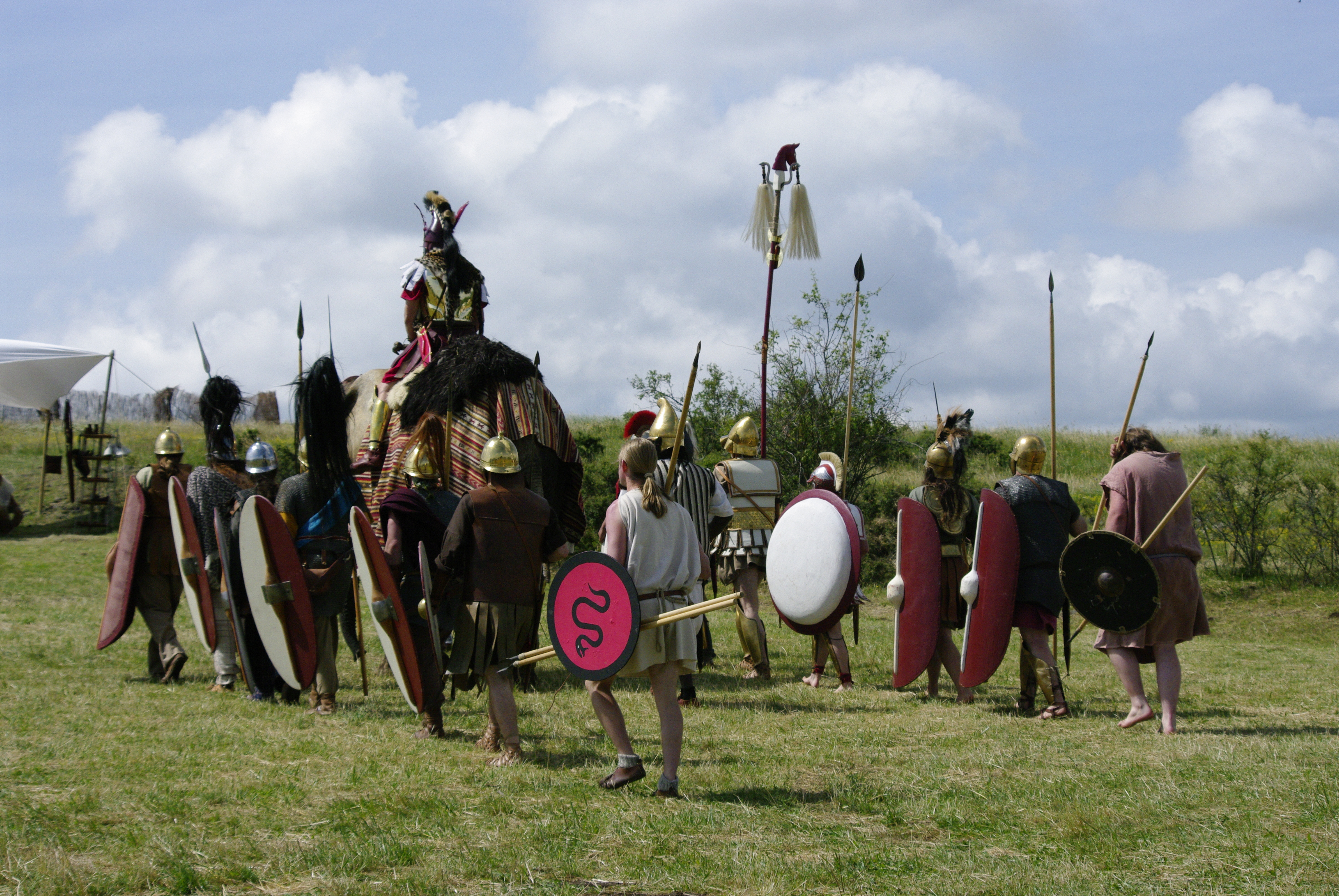
Historická rekonstrukce kartaginské pěchoty
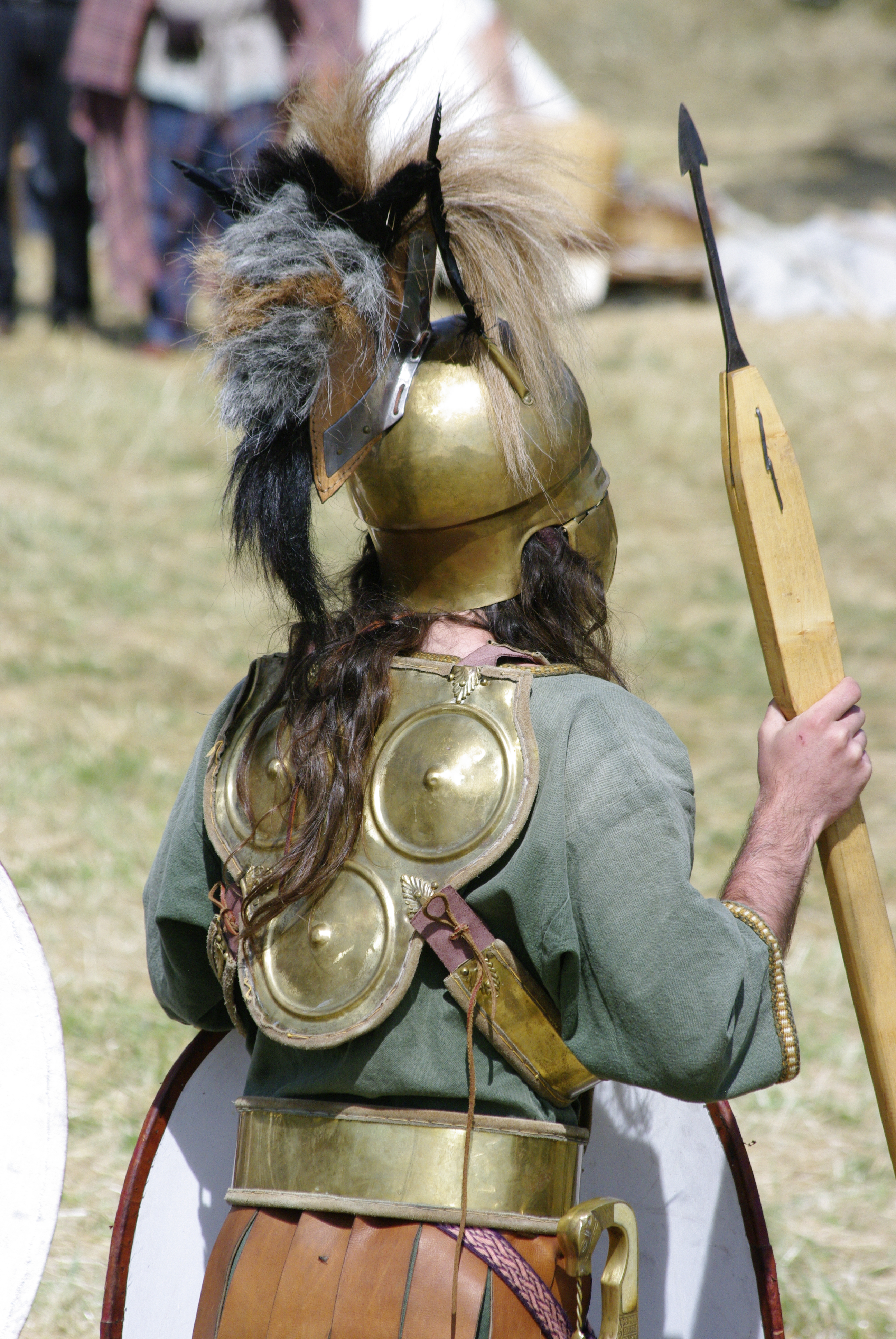
Historická rekonstrukce kartaginského pěšáka
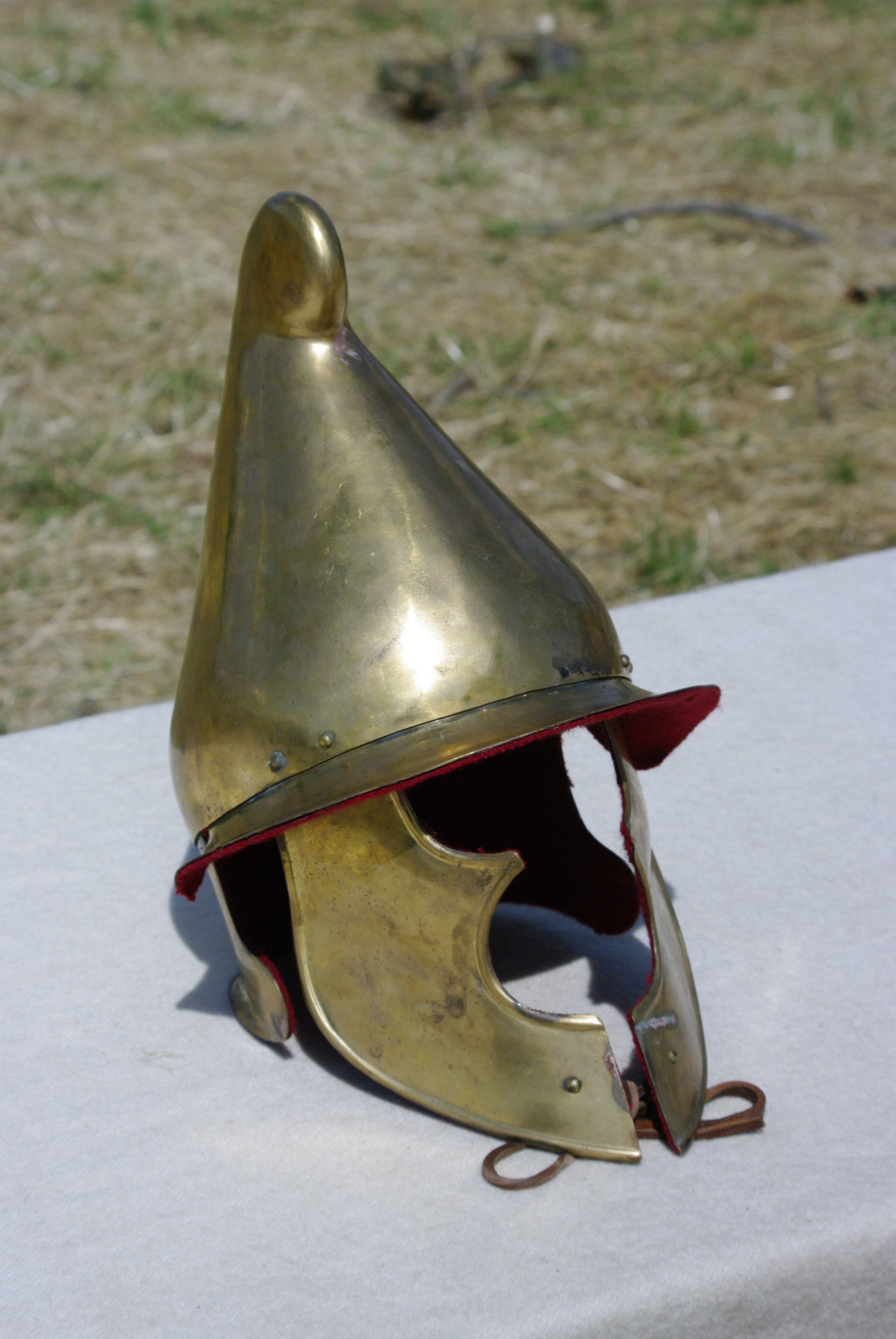
Kartaginská přilba, rekonstrukce

## Problematika Kartága

Archeologická mapa

Studium historie Kartága je problematická. Kvůli podrobení civilizace Římany na konci třetí punské války se zachovalo jen pár historických pramenů původní kartaginské provenience. Existuje několik starověkých překladů punských textů do řečtiny a latiny, stejně jako nápisy na monumentech a budovách objevených v severní Africe. Nicméně většina dostupných původních materiálů o kartaginské civilizaci byla napsána řeckými a římskými historiky, jako např. Livius, Polybios, Appiános, Cornelius Nepos, Silius Italicus, Plútarchos, Cassius Dio a Hérodotos.
Tito autoři pocházeli z kultur, které byly téměř vždy v konkurenci, a často i v konfliktu, s Kartágem. Řekové např. zápolili s Kartágem o Sicílii, a Římané vedli proti Kartágu již zmíněné punské války. Zmínky o Kartágu napsané cizinci tak nevyhnutelně obsahují zaujaté soudy a hodnocení.
Nedávné vykopávky starých kartaginských míst přinesly na světlo mnohem více původních materiálů. Některé z těchto nálezů popírají nebo naopak potvrzují aspekty tradičních obrazů Kartága, ale spousta materiálu je stále ještě nejasná.